# Alban Faust
Alban Faust, född 23 augusti 1960 i Tyskland, är en svensk instrumentmakare bosatt i Mellerud. Han har sedan 1990 drivit företaget Borduninstrument Alban Faust. Faust är framför allt känd för att ha vidareutvecklat den svenska säckpipan, även kallad pôsu. Han är dessutom musiker och är bland annat aktiv som ordförande och spelledare för Dalslands Spelmansförbund. Under sommaren 2009 tilldelades Alban Faust Zornmärket i silver, vilket ger honom rätt att titulera sig riksspelman. Han har också fått Dalslandsmedaljen och Melleruds kommuns kulturpris.
Faust har givit ut tio CD-skivor med olika konstellationer, varav den senaste, "Sommarvals", kom 2015. På den spelar han tillsammans med fiolspelaren och riksspelmannen Tomas Fredriksson och kontrabasisten Sören Blom.

## Diskografi
- 1996 – Bordunmusik från Dalsland.[3]

- 2006 – Naken.[4]

- 2012 – Pipmakarns Polska. Tillsammans med Jonas Åkerlund.[5]